# Assabot
Assabot (traslitterato anche come Asabot) è una città nella zona di Mirab Hararghe, nell'Oromia, in Etiopia.
La località prende il nome dall'omonima montagna, situata a poca distanza, ed è servita da una stazione ferroviaria sulla linea Addis Abeba-Gibuti.

## Storia
Tra il 1954 e il 1967 la linea telefonica raggiunse la città, mentre la telefonia mobile venne attivata nel 2009.

## Luoghi di interesse
Tra i luoghi di interesse vi è la chiesa dedicata alla Santissima Trinità, decorata negli anni 1930 con affreschi di Emailaf Heruy.
Sulla vetta del vicino monte Assabot (2539 metri sul livello del mare), distante circa 20 km dalla città, vi è arroccato il Monastero di Assabot Selasié, che conserva monoscritti in lingua amarica che raccontano i miracoli di Abuna Samuel, fondatore della chiesa.

## Società

### Evoluzione demografica
Nel 1994 il censimento nazionale registrò una popolazione di 7.335 abitanti, di cui 3.670 maschi e 3.665 femmine.
In base alle stime dell'Agenzia Statistica Centrale del 2005 vi erano 13.130 abitanti, di cui 6.767 uomini e 6.363 donne.